# Szurkowo (powiat gostyński)
Szurkowo – wieś w Polsce położona w województwie wielkopolskim, w powiecie gostyńskim, w gminie Poniec.

## Historia
Miejscowość pierwotnie związana była z Wielkopolską. Ma metrykę średniowieczną i istnieje co najmniej od XIV wieku. Po raz pierwszy wymieniana w dokumencie zapisanym po łacinie z  1310 jako Surcow, 1409 Sczurkouo, 1409 Sczinkowo, 1412 Schurkowo, 1418 Surcowo, 1422 Szarkowo, 1422 Schwekowo, 1424 Szurkowo, 1424 Szczuhocin, 1428 Schurcowo, w latach 1428-1430 Surkowo, 1479 Zurkowo, 1530 Zurkovo, 1534 Dzurkowo.
Według pierwszego zachowanego zapisu w 1310 książę śląski i wielkopolski, pan Głogowa i Poznania dziedzic Królestwa Polskiego Henryk III głogowski ustanowił dystrykt w Poniecu, a w jego granicach odnotowano m.in. wieś Szurkowo. W 1410 wieś należała do parafii Poniec, a w 1510do parafii Niepart. W 1430 leżała w powiecie kościańskim Korony Królestwa Polskiego.
Miejscowość była wsią rycerską, a później szlachecką oraz gniazdem rodowym wielkopolskiego rodu Szurkowskich herbu Wąż. W 1409 biskup poznański Wojciech Jastrzębiec w zamian za Bukownicę dał wieś Tomisławowi, Wojciechowi i Stanisławowi oraz ich matce Jafroszce, którzy przyjęli później odmiejscowe nazwisko Szurkowskich. W 1418 Wojciech i Stachnik Szurkowscy toczyli proces sądowy z Jakubem z Górki Miejskiej o granice pomiędzy Szurkowem, a Roszkowem. Według opisów świadków Szurkowscy usypali kopce na tej granicy wzdłuż dawnego ujazdu. W latach 1409–1426 właścicielem wsi byli bracia Szurkowscy: wicepodsędek kościański Wojciech, podsędek poznański Stanisław Stachnik Szurkowski oraz Tomisław Szurkowski herbu Wężyk. W połowie XV wieku miejscowość dziedziczy kolejne pokolenie Szurkowskich. W 1597 Jan Szurkowski podzielił się ze swym bratankiem Maciejem wsią Szurkowo. Dokument wspomniał we wsi wiatrak oraz jeziorko zwane Rogoźno.
Miejscowość odnotowały również historyczne spisy podatkowe. W 1510 we wsi było 4 dziedziców: Sędziwój posiadał jeden łan osiadły, a 4 łany były opustoszałe oraz folwark zwany Baczkowski. Dzierżek Goliński miał łan osiadły oraz folwark. Marcin Rakojedzki posiadał jeden łan osiadły oraz jeden łan opuszczony, który także uprawiał. Mikołaj Szurkowski posiadał 3 łany osiadłe oraz 3 łany opustoszałe, które uprawiał. W 1530 miał miejsce pobór jedynie od 3 łanów ponieważ pozostałe zostały spalone w pożarze. W 1563 odbył się pobór z części Stanisława Szurkowskiego od 4 łanów, 2 rzemieślników, karczmy dorocznej oraz wiatraka dorocznego. Z części wsi należącej do Anny Kawieckiej pobrano od 3 i 1/4 łana, wiatraka dorocznego, karczmy dorocznej, komornika. W 1564 w Szurkowie było 5,5 łana. W 1566 miał miejsce pobór od 7 łanów, 5 zagrodników, 2 wiatraków dorocznych, 2 karczm dorocznych. W 1580 pobrano podatki z części Piotra Kawieckiego od 2 łanów, jednego zagrodnika. Z części Anny Kawieckiej pobrano od 2 zagrodników, 15 groszy od pługa dworskiego, od jednego łana oraz 3 zagrodników. Z części Tomasza Kawieckiego od 2 zagrodników i 15 groszy oraz od pługa dworskiego. Natomiast z części Macieja Szurkowskiego od 4 łanów, 3 zagrodników, 5 komorników, rzemieślnika, 26 owiec wypasanych przez owczarza, krawca oraz wiatraka dorocznego.
Po rozbiorach Polski miejscowość wraz z całą Wielkopolską znalazła się w zaborze pruskim. W okresie Wielkiego Księstwa Poznańskiego (1815-1848) miejscowość należała do wsi większych w ówczesnym pruskim powiecie Kröben (krobskim) w rejencji poznańskiej. Szurkowo należało do okręgu bojanowskiego tego powiatu i stanowiło odrębny majątek, którego właścicielką była wówczas Wilczyńska. Według spisu urzędowego z 1837 roku wieś liczyła 320 mieszkańców, którzy zamieszkiwali 38 dymów (domostw).
Wieś rycerska, własność księcia Zygmunta Czartoryskiego, położona była w 1909 roku w powiecie gostyńskim rejencji poznańskiej w Wielkim Księstwie Poznańskim.
W latach 1975–1998 miejscowość administracyjnie należała do województwa leszczyńskiego.